# David Allison
David Allison (Mentone, 1873 – 1901) è stato un calciatore e arbitro di calcio inglese.

## Carriera
Uno dei fondatori del Milan, fu il primo capitano della società rossonera e componente del primo quintetto offensivo.
Nella gara dell'11 marzo 1900 contro la Mediolanum, segnò il primo gol in assoluto della nuova squadra meneghina.
Fece parte dell'undici rossonero anche la stagione successiva, laureandosi campione d'Italia.
Il 22 aprile 1900 arbitrò la finale del campionato.

## Palmarès

### Calciatore

#### Club

##### Competizioni nazionali
- Campionato italiano: 1

Milan: 1901

##### Altre Competizioni
- Medaglia del Re: 2

Milan: 1900, 1901